# Frank Swift
Frank Victor Swift (26. prosince 1913, Blackpool - 6. února 1958, Mnichov) byl anglický fotbalista.
Hrál jako brankář za Manchester City FC.

## Hráčská kariéra
Frank Swift hrál jako brankář za Manchester City FC. Ve válečném období nastupoval i za jiné týmy.
Za Anglii hrál po válce 19 zápasů.

## Úspěchy
Manchester City
- First Division: 1936–37
- FA Cup: 1933–34

## Osobní život
Swift zemřel ve věku 44 let na cestě do nemocnice po letecké katastrofě v Mnichově. Byl v letadle s týmem Manchesteru United na cestě z Bělehradu po zápase PMEZ s CZ Bělehrad jako novinář News of the World.